# Надіч Євгеній Олексійович
Євге́ній Олексі́йович На́діч — підполковник Збройних сил України, учасник російсько-української війни, що відзначився під час російського вторгнення в Україну в 2022 році.

## Життєпис
Станом на 2021 рік — командир реактивної артилерійської батареї бригадної артилерійської групи військової частини А0248 на F130 «Гетьман Сагайдачний» (флагман, «фрегат», ПСКР пр. 11351, в/ч А0248) у складі 30-го дивізіону надводних кораблів (м. Одеса, в/ч А0937).
16 вересня став повним лицарем ордена «Богдана Хмельницького»

## Нагороди
- орден «Богдана Хмельницького» III ступеня (2022) — за особисту мужність і самовіддані дії, виявлені у захисті державного суверенітету та територіальної цілісності України, вірність військовій присязі[3].
- орден «Богдана Хмельницького» II ступеня
- орден «Богдана Хмельницького» I ступеня (16 вересня 2024)[2].